# Vrchlice (řeka)
Vrchlice (původně nazývaná Pách) je říčka na Kutnohorsku ve Středočeském kraji. Jedná se o největší přítok řeky Klejnárky, do které se vlévá zleva u obce Nové Dvory v nadmořské výšce 202 m. Délka jejího toku činí 30,0 km. Plocha povodí měří 133,3 km².

## Název
Nejstarší název zněl německy Bach (= potok), ten byl počeštěn na Pách. Vodní náhon, který poháněl Nové mlýny, se nazýval Hořejší Pách. V Kosmově kronice se říčka nazývá Vysplisa (Vyspliš), v Palackého Dějinách  Vysplice. Hermenegild Jireček ve své studii ke Kosmově kronice roku 1892 uvádí, že jméno Vysplisa je nutné číst Vyrglica = Vrchlice. Od roku 1824 je tento název znám v podobě Vrchlice, která se užívá dodnes.
Používaly se též názvy Malešovský potok či Malešovka nebo Wildbach (= Divoký potok). U obce Bahýnka se Vrchlici říká rovněž Bahýnka.

## Průběh toku
Vrchlice pramení u obce Štipoklasy v nadmořské výšce 487 m. Nejprve teče severním směrem. Její horní a střední tok bývá též označován jako Bahýnka. Tento název je odvozen od vsi Bahno, okolo které říčka protéká. Pod Malešovem vzdouvá její vody v délce asi 4 km vodní nádrž Vrchlice. Odtud říčka teče převážně severovýchodním směrem, protéká historickým městem Kutná Hora a po dalších asi 4 km regulovaného koryta ústí u obce Nové Dvory do Klejnárky na jejím 7,5 říčním kilometru.

### Větší přítoky
- Zdeslavický potok, zleva, ř. km 21,6[5]
- Chlístovický potok, zleva, ř. km 20,0[5]
- Košický potok, zleva, ř. km 18,4[6]
- Opatovický potok, zprava, ř. km 16,9[7]
- Švadlenka, zleva, ř. km 14,1[8]
- Vidický potok, zleva, ř. km 13,1[9]
- Bylanka, zleva, ř. km 6,1[10]

### Rybníky na Vrchlici
Na Vrchlici se nachází poměrně hodně rybníků (z nichž některé jsou dosti velké a významné) a také jedna vodní nádrž.
- Hned u pramene Vrchlice (asi 0,7 kilometru jihovýchodně od Štipoklas) leží malý bezejmenný rybník.
- Asi 0,5 kilometru severně od Štipoklas, u silnice II/126 se nachází menší Podvesní rybník.
- Asi kilometr západně od obce Černíny se rozkládá rekreačně i jinak významný rybník Vídlák s velkou stejnojmennou chatovou osadou. Rozloha rybníka je 6,5 ha, celkový objem 105 tis. m³, retenční objem 34 tis.  m³.[11]
- Asi 0,9 kilometru severně od obce Černíny leží Svěcený rybník: rozloha rybníka je 8,1 ha, celkový objem 170 tis. m³, retenční objem je 34 tis. m³.[11]
- Asi 300 metrů severovýchodním od Svěceného rybníka se nachází menší rybník Roubíček (boční rameno Vrchlice).
- U jižního okraje Malešova se rozkládá poměrně velký Hamerský rybník.
- Těsně u severozápadního okraje Malešova začíná asi 4,8 km dlouhé vzdutí vodní hladiny, způsobené vodní nádrží Vrchlice: rozloha 102,77 ha.
- Asi 0,6 km pod hrází vodní nádrže Vrchlice (vzdušnou čarou) začíná hladina Velkého rybníka.

## Vodní režim
Průměrný průtok u ústí činí 0,53 m³/s.
Hlásné profily:
| místo           | říční km | plocha povodí | průměrný průtok (Qa) | stoletá voda (Q100) | poznámky           |
| --------------- | -------- | ------------- | -------------------- | ------------------- | ------------------ |
| pod VD Vrchlice | 10,0     | 97,43 km²     | 0,27 m³/s            | 47 m³/s             | aktualizace 2023   |
| ústí            | 0,0      | 133,25 km²    | 0,53 m³/s            | –                   | není aktualizováno |

N-leté průtoky v profilu pod VD Vrchlice:
| N-leté průtoky | Q1  | Q5   | Q10  | Q50  | Q100 |
| -------------- | --- | ---- | ---- | ---- | ---- |
| Q [m³/s]       | 5,9 | 15,6 | 21,3 | 38,1 | 47   |

## Fauna
V údolí řeky Vrchlice je koncentrována relativně vysoká biodiverzita. Bylo zde např. zjištěno 43 druhů suchozemských měkkýšů.

## Využití

### Vodárenský tok
Říčka Vrchlice je významný vodárenský tok, z něhož prostřednictvím VD Vrchlice je zásobeno pitnou a užitkovou vodou Kutnohorsko a Čáslavsko.

### Vodáctví
Vrchlici lze sjíždět jen za vysokého vodního stavu od VD Vrchlice. Délka sjížděného úseku je 10,8 km, při obtížnosti WW1-2. Šířka koryta se pohybuje od 5 do 10 m.

## Zajímavosti
- Klenbová hráz VD Vrchlice – je to jediná hráz tohoto typu v České republice.
- Název říčky se objevuje ve jménu známého básníka Jaroslava Vrchlického, jehož původní jméno bylo Emil Frída. Již jako student měl bohatou literární produkci a hledal pseudonym; ten pro něj vymyslel jeho přítel, později známý lékař Josef Thomayer, když spolu ještě jako studenti navštívili na jaře rozkvetlé údolí říčky u Kutné Hory a Frída byl unesen nádhernou jarní scenérií.

## Mlýny
Mlýny jsou seřazeny po směru toku potoka. Seznam nemusí být úplný.
- Štamberkův mlýn – Černíny-Bahýnko
- Douděrův mlýn (mlýn Sion) – Chlístovice
- Mlýn Dubina – Malešov
- Mlýn Rákosov – Malešov
- Mlýn Karlov – Malešov, zatopen
- Mlýn ve Staré Lhotě – Nová Lhota (Stará Lhota), zatopen
- Mlýn Rabštejnka – Malešov, zatopen
- Mlýn Slaměnec – Malešov, zatopen
- Mlýn Řešeto (Kmenův, Šnýdrův) – Malešov, torzo
- Stračovský mlýn – Malešov, torzo
- Obický mlýn – Malešov, zatopen
- Šimákův mlýn (Šimonův) – Miskovice-Bylany, ruiny
- Mlýn Cimburk – Kutná Hora, ruiny
- Spálený mlýn (Dospivův) – Kutná Hora
- Mlýn Dänemark (Těšitelův) – Kutná Hora, kulturní památka
- Vrbovský mlýn – Kutná Hora
- Mlýn V Hutích – Kutná Hora, zanikl
- Wagenknechtův mlýn (Králův) – Kutná Hora
- Mlýn Práchovna – Kutná Hora, přestavěn
- Häringův mlýn – Kutná Hora
- Oslošachetský mlýn – Kutná Hora, zanikl
- Komoráčovský mlýn – Kutná Hora, zanikl
- Hotmílský mlýn – Sedlec, zanikl
- Koudelkův mlýn (Štolec) – Sedlec, zanikl